# GWR 4575
De Great Western Railway (GWR) 4575 Class is een serie 1'C1 2-6-2T-stoomlocomotieven.

## Geschiedenis
De locomotieven werden ontworpen voor zowel goederen- als passagiersvervoer en werden voornamelijk gebruikt op lokaalspoorlijnen. Ze waren een doorontwikkeling van de 4500-serie van George Churchward, met grotere zijtanks voor een grotere watercapaciteit. Er werden er honderd van gebouwd, genummerd 4575-4599 en 5500-5574. Een aantal werd in 1953 uitgerust met apparatuur waarmee ze op lijnen in Zuid-Wales konden rijden met trek-duwtreinen waarbij de machinist niet in de stoomlocomotief zelf hoefde te zitten.
Ze worden vaak aangeduid als Small Prairie Class.

## Museumstukken
Elf exemplaren zijn bewaard gebleven:
| Nummer en naam | Locatie                                         | Toestand | Foto |
| -------------- | ----------------------------------------------- | --- | ---- |
| 4588           | Peak Rail                                       | Heeft gereden als museumstuk, maar is momenteel buiten dienst en vereist een revisie. De loc werd in 2015 verkocht door de Dartmouth Steam Railway en is nu eigendom van Mike Thompson en verplaatst naar Peak Rail. |      |
| 5521 / L.150   | Avon Valley Railway                             | Gebouwd in 1927, buiten dienst gesteld door BR en naar Woodham Brothers gestuurd, na iets meer dan 1,6 miljoen km gereden te hebben. Gered met zusters locs 4561 en 5542 door de West Somerset Railway Association, maar de 5542 werd verkocht om aankoopschulden van 4561 terug te kunnen betalen. Gekocht door Richard en William Parker in 1980, de loc werd van 2004 tot 2007 gereviseerd bij de Flour Mill, Forest of Dean. Te zien in de Wolsztyn Parade 2007, reisde de loc vervolgens naar Boedapest, Hongarije, waar het af en toe samenwerkte met de MAV Nosztalgia, inclusief het begeleiden van de Orient-Express. De loc keerde in 2008 terug naar Polen, met voorstedelijke diensten van Wroclaw naar Jelcz Laskowice. Na zijn derde optreden op de Wolsztyn Parade in 2009, keerde de loc terug naar Engeland. In mei 2013 werd de loc in London Transport- kleuren geschilderd en omgenummerd naar L.150, ter gelegenheid van de 150ste verjaardag van de Metropolitan-lijn. De loc werd geleend aan de Bluebell Railway tot de zomer van 2014, daarna verhuisd de loc naar Avon Valley Railway. |      |
| 5526           | South Devon Railway                             | Geleend aan de Battlefield Line Railway. Ketelcertificaat vervalt in 2027. |      |
| 5532           | Llangollen Railway                              | Wordt momenteel gereviseerd. |      |
| 5538           | The Flour Mill, Forest of Dean, Gloucestershire | Wordt momenteel gereviseerd. Eerder statisch op Barry Island. |      |
| 5539           | Barry Tourist Railway                           | Wordt momenteel gereviseerd. Eerder onderdeel van de Barry Ten tot 2006. |      |
| 5541           | Dean Forest Railway                             | Momenteel operationeel. Ketelcertificaat vervalt in 2024. |      |
| 5542           | South Devon Railway                             | Momenteel operationeel bij de south devon railway. Deze locomotief heeft tijdens haar leven als museumstuk verschillende museumlijnen bezocht. Ketelcertificaat vervalt in 2022. |      |
| 5552           | Bodmin en Wenford Railway                       | Heeft als museumstuk gereden en wordt momenteel gereviseerd. |      |
| 5553           | Peak Rail                                       | Eigendom van Pete Waterman. Laatste stoomlocomotief die in januari 1990 de schroothoop van Woodham Brothers in Barry, Vale of Glamorgan, Zuid-Wales, verliet. Verplaatst in 2015 naar Crewe Heritage Centre voor een revisie. |      |
| 5572           | Didcot Railway Centre                           | Statisch in afwachting van revisie. |      |

Twee leden van de serie hebben ook kort op de hoofdspoorlijn gereden: 5521 & 5572. 5521 ging naar Polen om deel te nemen aan de wolsztyn-parade en om de Orient Express te begeleiden. 5572 verscheen op een open dag in Reading als onderdeel van de GWR150-viering in 1985 en kwam onder eigen stoom. Bij zijn terugkeer naar Didcot op eigen kracht zette de locomotief ook de replica breedspoorlocomotief "Iron Duke" naast de GWR Railcar W22W.

## In fictie
GWR nr. 4566 was te zien in de treinachtervolging uit de Disney-film Candleshoe uit 1978.

## Modellen en speelgoed
Lima maakte een model van de serie 4575, nummer 4589, in GWR-groene huisstijl, ook een British Railways-versie in zwarte huisstijl, met als nummer 5574. Bachmann Branchline maakt al jaren verschillende versies van de serie 4575.

## Galerij

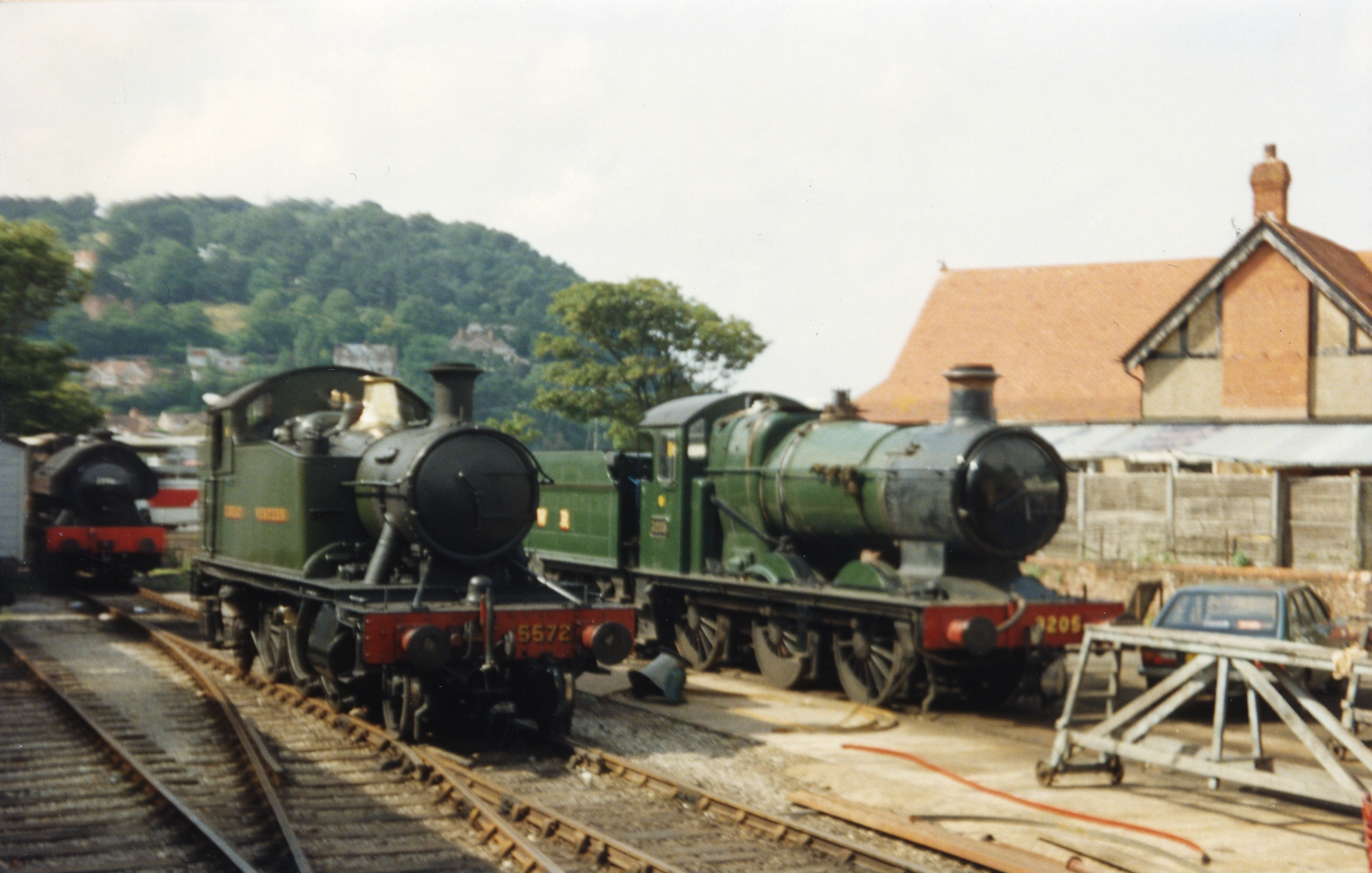
GWR 4575 Nr. 5572 en GWR 2251 Nr. 3205 in 2007
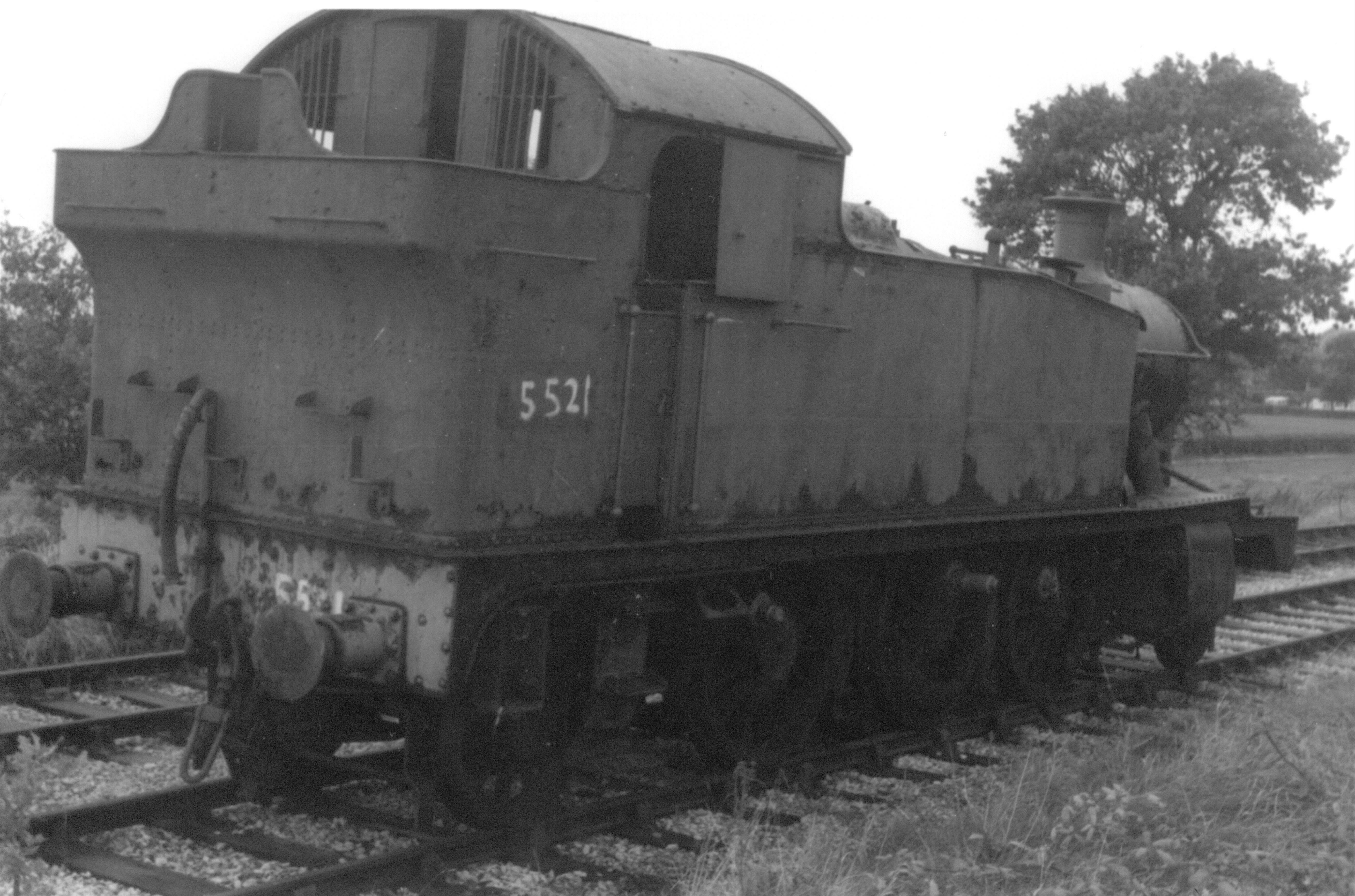
GWR 4575 nr. 5512 bij Bishops Lydiard in 1980
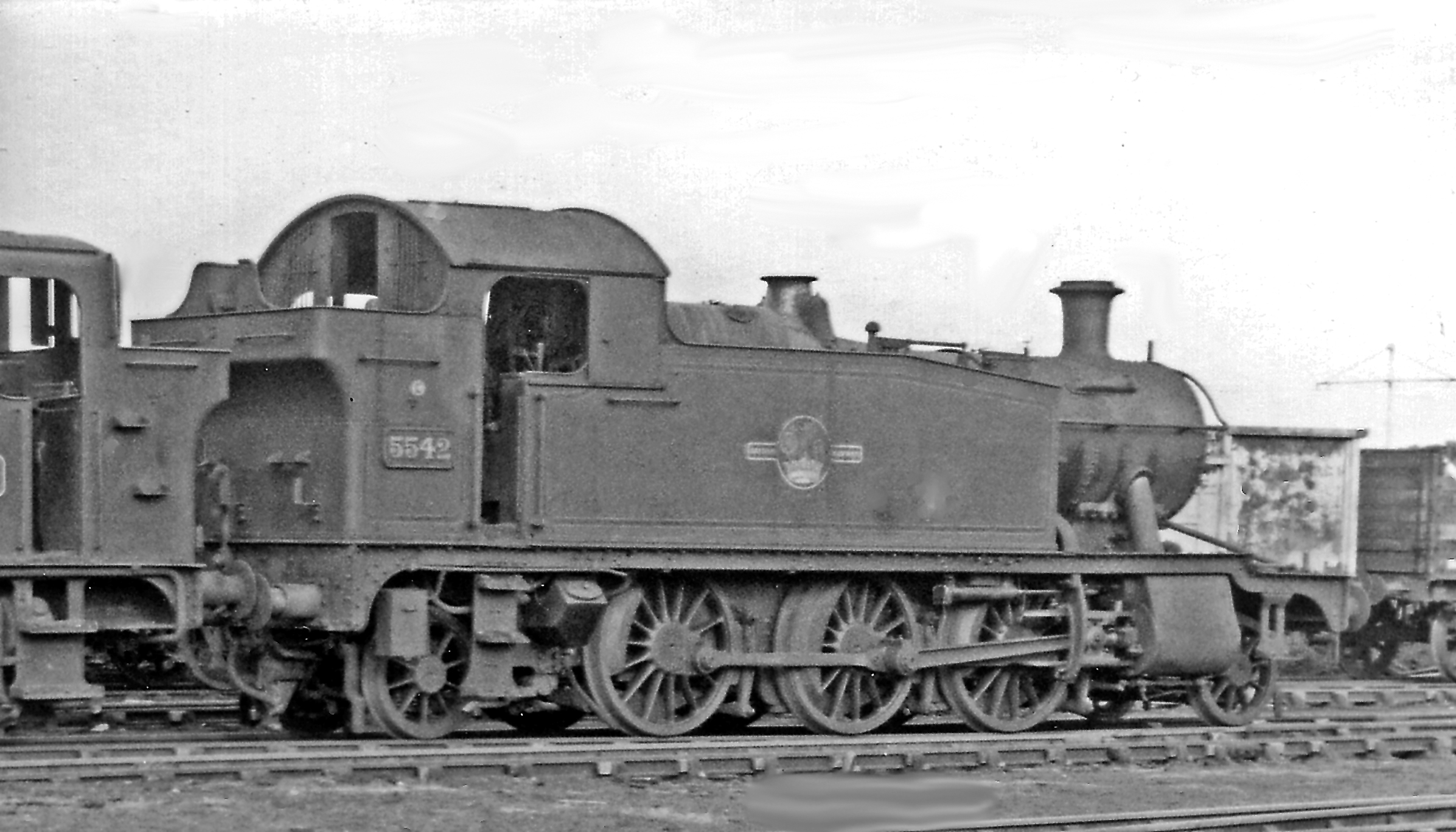
GWR 4575 nr. 5542 bij Swindon Works in 1962
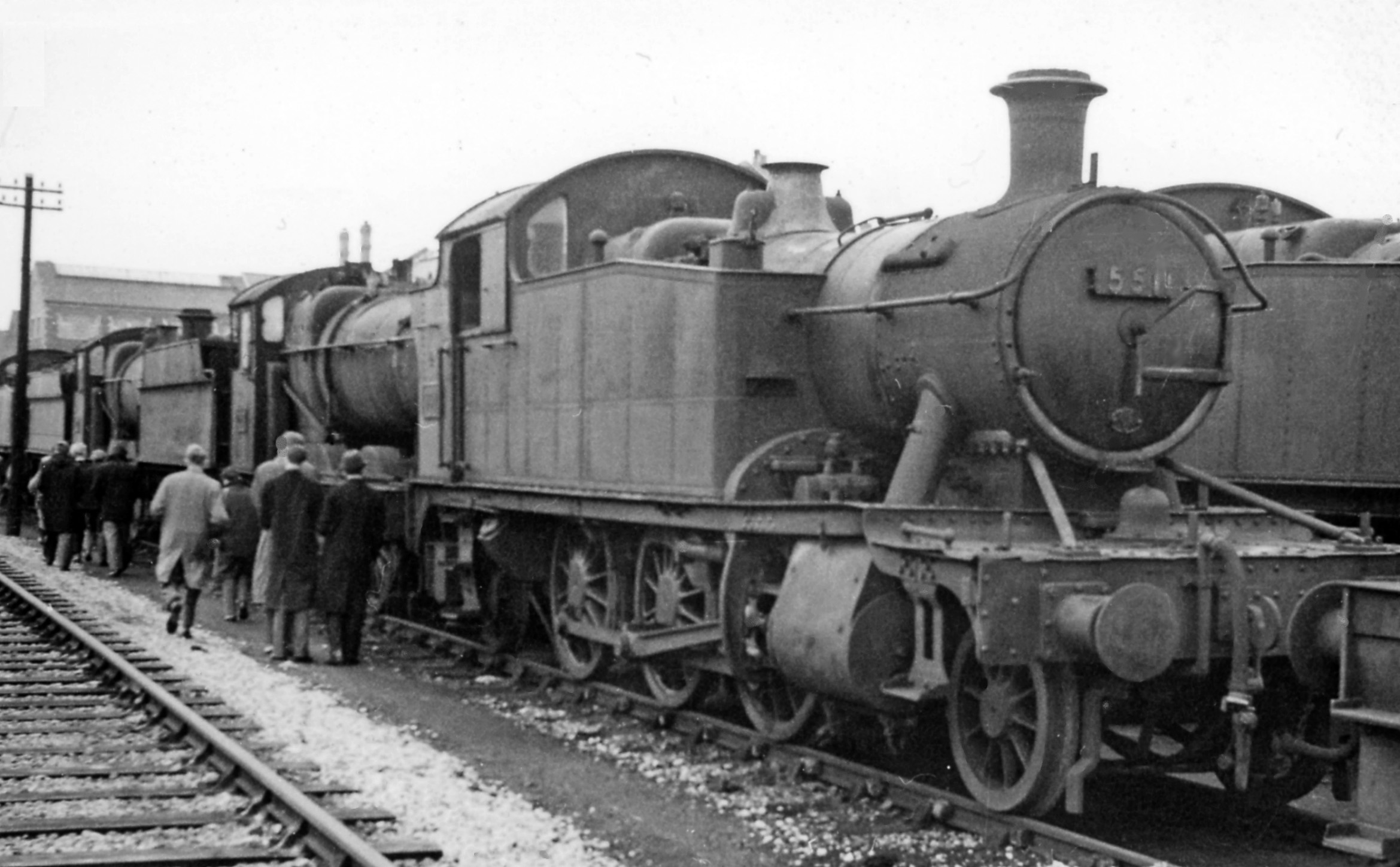
GWR 4575 No. 5511 bij Swindon Works in afwachting van sloop in 1962
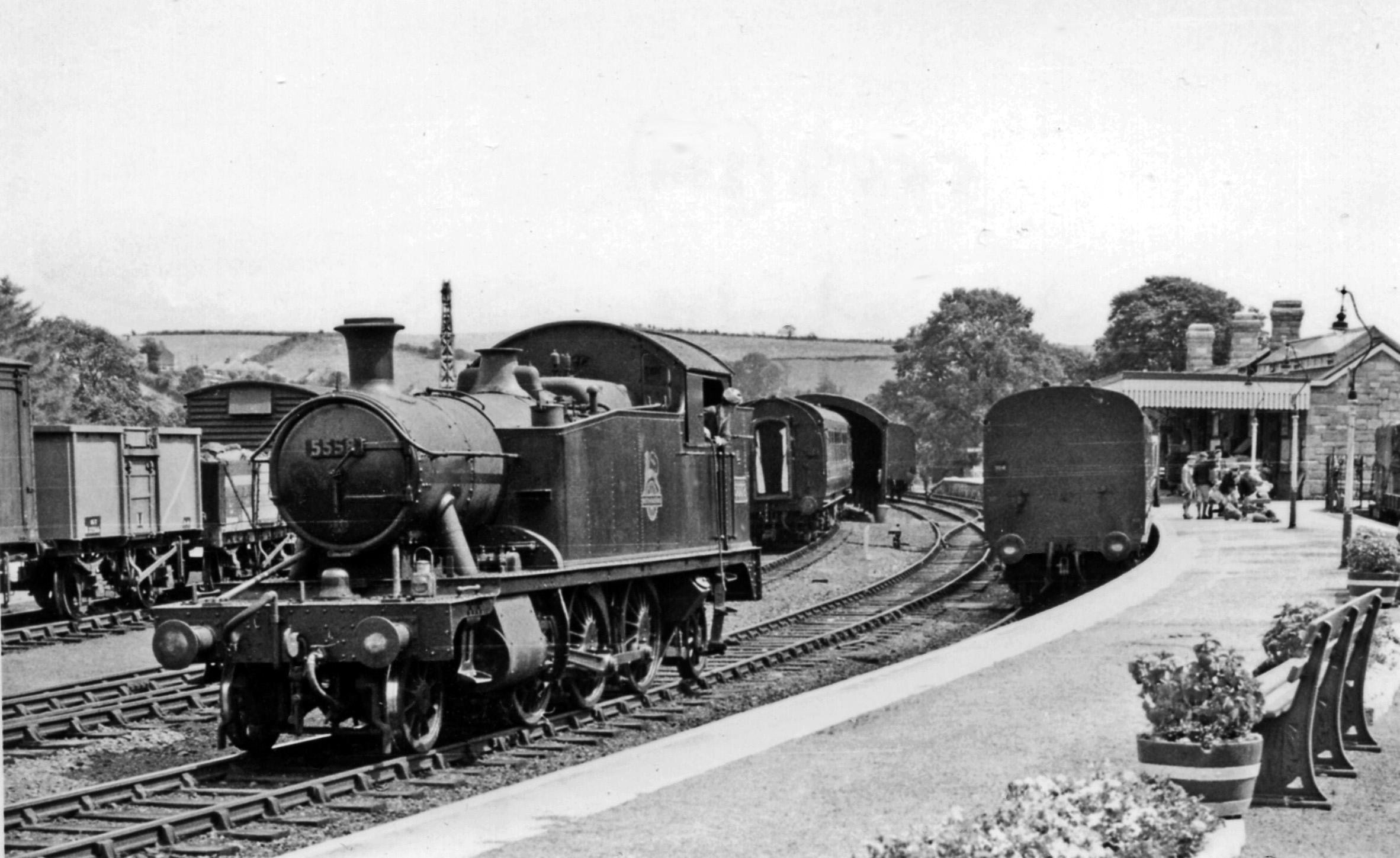
GWR 4575 nr. 5558 bij het station van Kingsbridge in 1958, de lok die om zijn trein heen rijdt
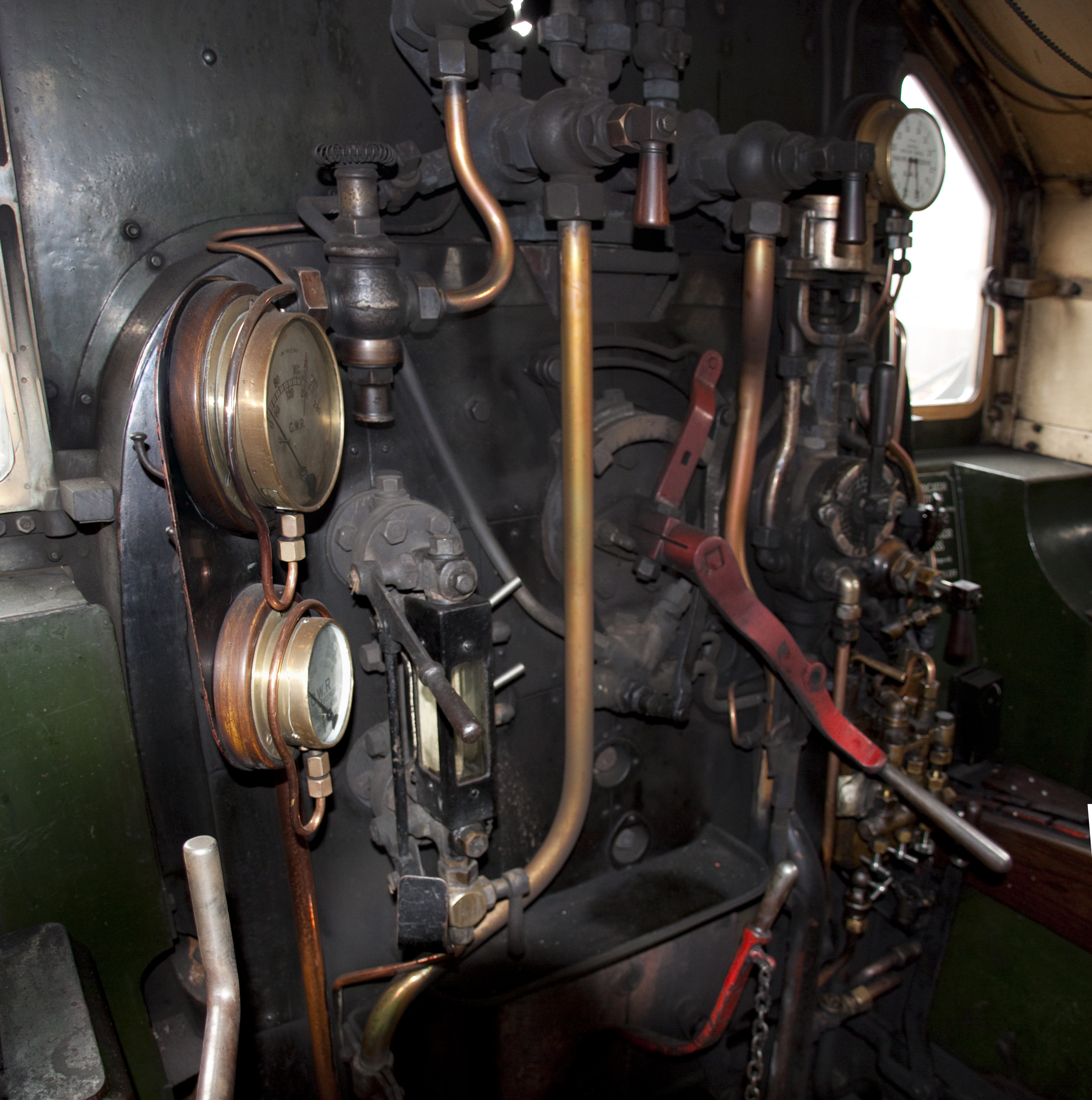
Machinisten huis van GWR 4575 nr. 5542
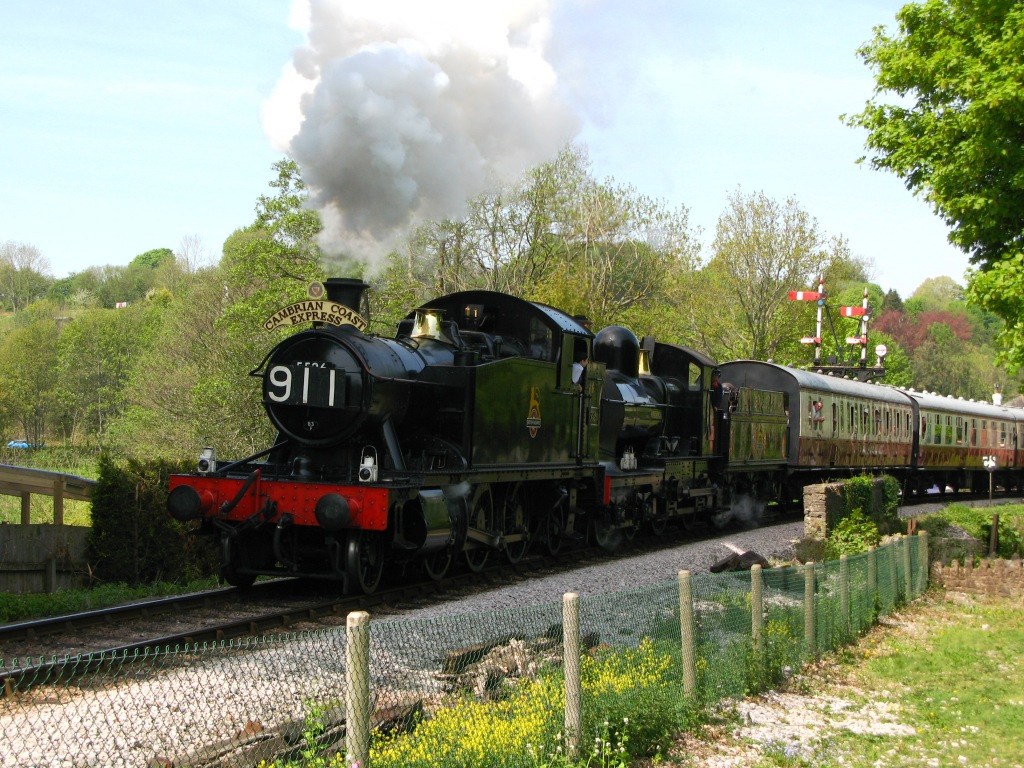
GWR 4575 nr. 5526 samen met 3200 nr. 3217 (BR nr. 9017) op een recreatie trein van de Cambrian Coast Express die net het station van Buckfastleigh heeft verlaten in 2011
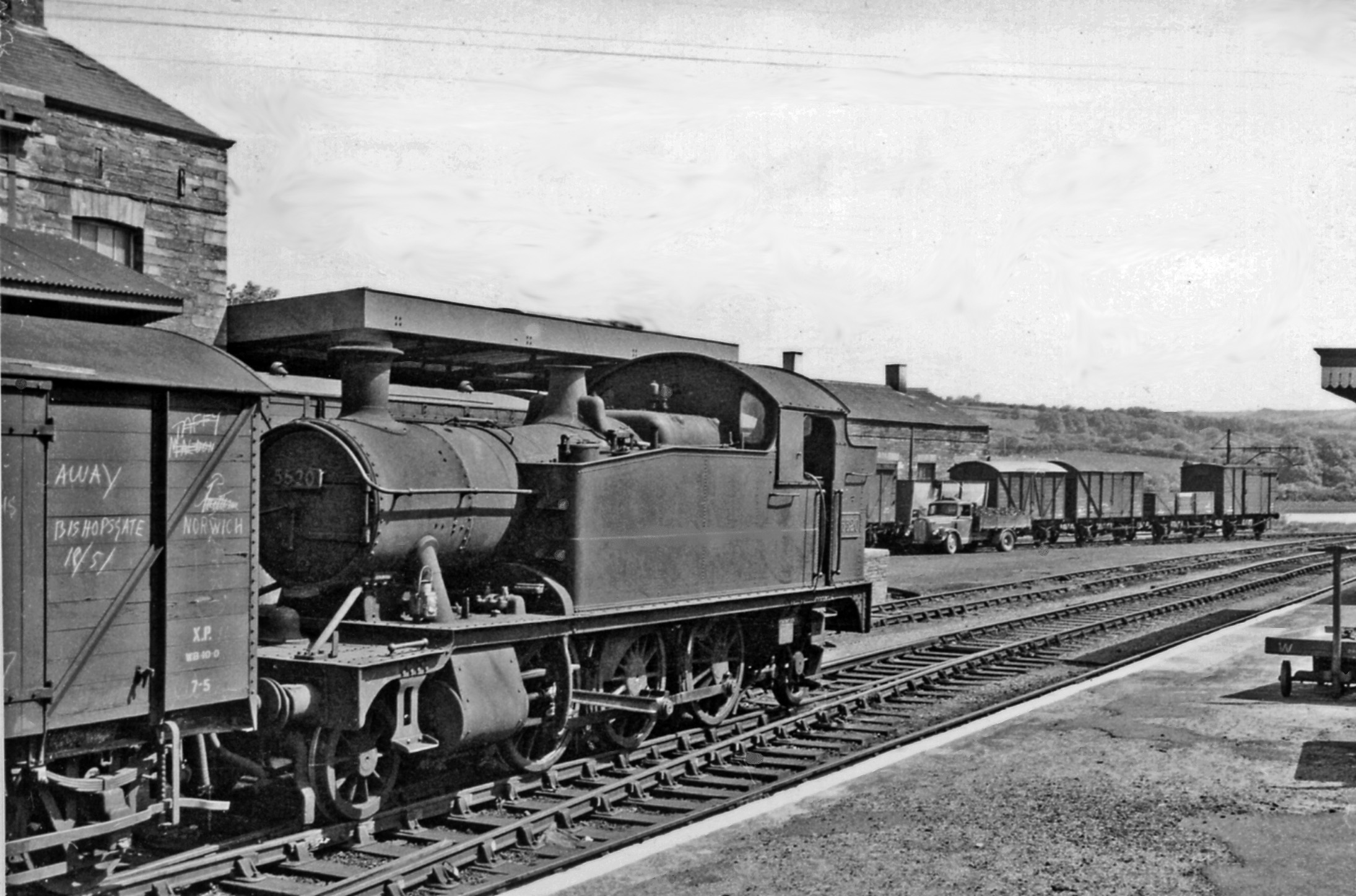
GWR 4575 nr. 5520 met goederentrein bij het station van Cardigan in 1962
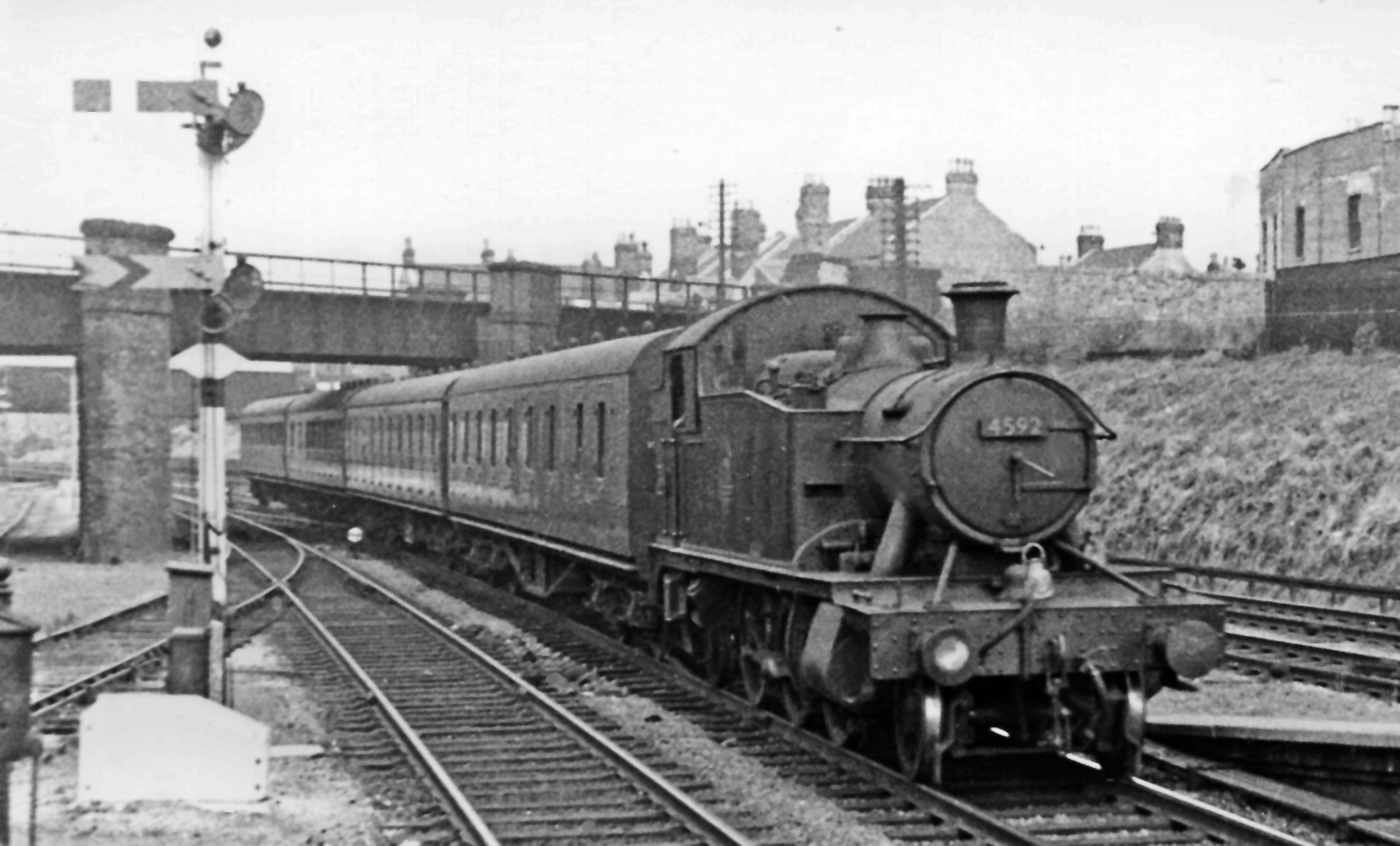
GWR 4575 nr. 4592 op de Avonmouth-lijn met een lokale trein op weg naar Bristol Temple Meads die net het station van Lawrence Hill binnenrijdt in 1955